# Alonso Berruguete
Alonso González de Berruguete (asi 1488 Paredes de Nava – 1561 Valladolid) byl španělský malíř, sochař a architekt. Je považován za nejvýznamnějšího sochaře španělské renesance a je znám svými emotivními sochami zobrazující náboženské vytržení a utrpení.

## Biografie

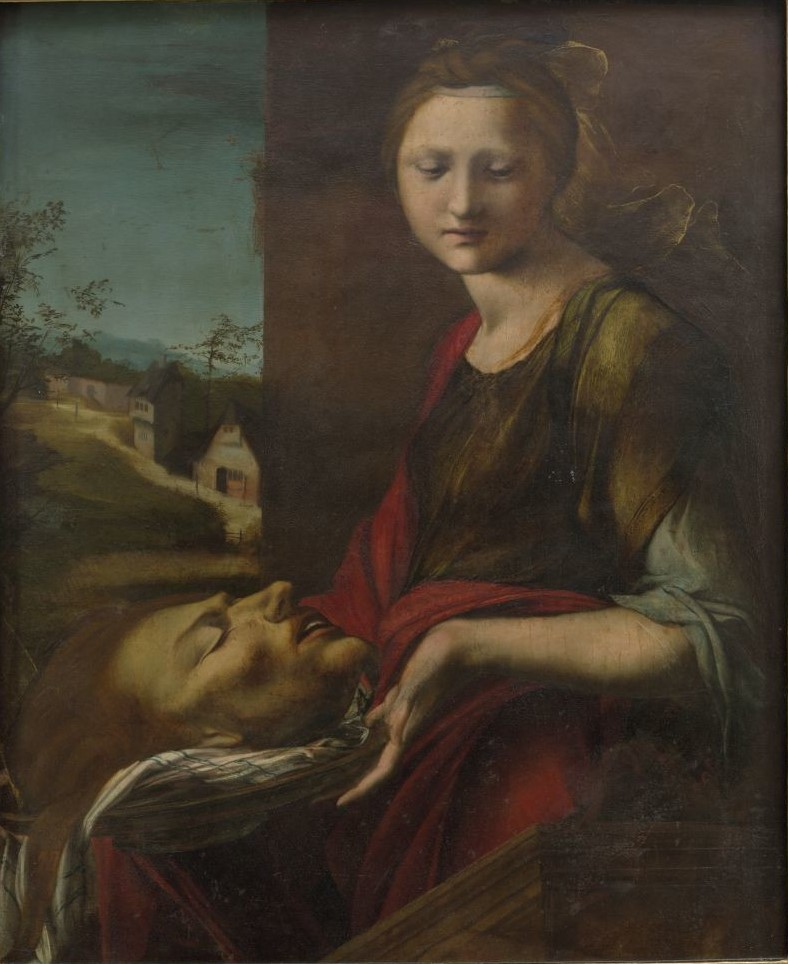
Salome od Alonsa Berruguete (1512 - 16), Galerie Uffizi, Florencie.

Berrugete studoval umění u svého otce, malíře Pedra Berrugueta. Po otcově smrti roku 1504, Berruguete odjel do Itálie, kde pokračoval ve studiu. Většinu času strávil ve Florencii a v Římě. Jeho malby vytvořené v Itálii vykazují rysy manýrismu a jsou srovnávány s díly Jacopa Pontorma a Rossa Fiorentina.
Berruguete se vrátil do Španělska roku 1517 a roku 1518 byl jmenován dvorním malířem a sochařem Karla V. Od tohoto období se Berruguette soustředil na sochařství. První sochařské velké dílo, retabl z kláštera Mejorady, se skládá ze šesti scén: Narození Panny Marie, Zvěstování, Klanění pastýřů, Modlitby v Gestemanské zahradě, Vzkříšení, Nanebevstoupení. Jeho práce zahrnují oltář v Irské koleji v Salamance (1529-1533), chór v toledské katedrále (1539-1543) a náhrobek toledského arcibiskupa Juana de Tavera ve špitále sv. Jana Křtitele v Toledu (1552-1561).